# Loudetia cuanzensis
Loudetia cuanzensis är en gräsart som beskrevs av Lubke och Constantine John Phipps. Loudetia cuanzensis ingår i släktet Loudetia och familjen gräs. Inga underarter finns listade i Catalogue of Life.